# Mark Jessen
Mark Jessen (født 12. oktober 1984) er en dansk journalist og tv-vært, uddannet fra Danmarks Journalisthøjskole i januar 2008.
Han er bedst kendt som vært på DR1's ugentlige forbrugermagasin Rabatten, som han stod i spidsen for gennem 57 udsendelser i 2008-2009.
Marks skærmdebut var i Børne1'eren på DR1 i 1997, hvor han var én af programmets reportere. Siden arbejdede han bag skærmen på samme program og en del andre, bl.a. Scenen er din, Grib Mikrofonen og Bonde søger brud, inden han efter endt journalistuddannelse blev headhuntet til Rabatten, hvor han var på skærmen første gang den 3. januar 2008.
Han forlod programmet i efteråret 2009, efter 3½ sæson. Efter eget udsagn fordi han ville tilbage til Sjælland, hvor han er født og opvokset. I samme forbindelse udtalte han, at han håber at vende tilbage til skærmen igen.